# Aeonium undulatum
Aeonium undulatum är en fetbladsväxtart som beskrevs av Philip Barker Webb och Berth.. Aeonium undulatum ingår i släktet Aeonium och familjen fetbladsväxter.
Artens utbredningsområde är den spanska ön Gran Canaria. Inga underarter finns listade i Catalogue of Life.

## Bildgalleri

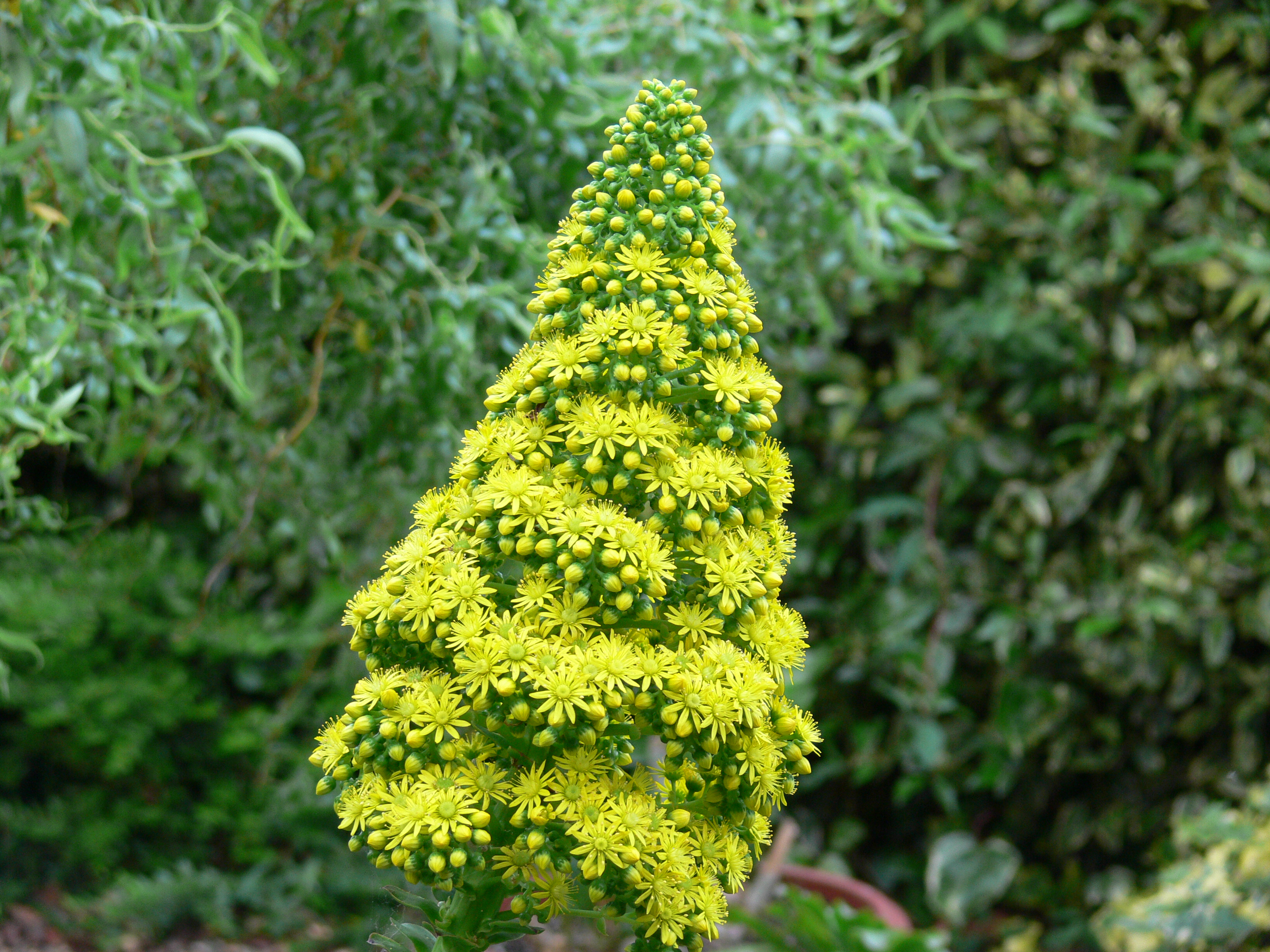